# Wojciech Konopnicki (zm. przed 6 stycznia 1571)
Wojciech Konopnicki herbu Jastrzębiec (zm. przed 6 stycznia 1571 roku) – podsędek ziemski wieluński w latach 1550-1570.
Poseł na sejm krakowski 1553 roku z ziemi wieluńskiej.